# Rainbow Records

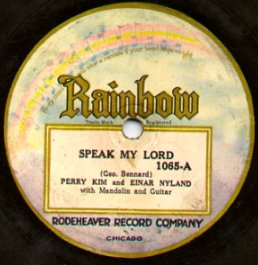
Etiqueta de Rainbow Records

Rainbow Records fue una compañía discográfica basada en los Estados Unidos en los años 1920 que realizaba grabaciones de música gospel, himnos y música espiritual.
Fue creada por la Compañía de Grabación Rodeheaver en Chicago (Illinois), la cual a su vez era propiedad del trombonista y compositor Homer Rodeheaver. Sus discos eran, de forma estándar, de 78 y de dos caras. La fidelidad del audio, grabado acústicamente, era baja para el promedio de la época.
- Datos: Q7284702